# Сильверман, Фред
Фред Сильверман (13 сентября 1937 — 30 января 2020) — американский телеведущий и продюсер. Он работал исполнительным директором во всех телевизионных сетях «of the Three Big television networks» и отвечал на телевидении за такие программы как «as Where Are You!» (оригинальное воплощение франшизы «Scooby-Doo», 1969—1970), «Все в семье» (1971—1979), «Уолтоны» (1972—1981) и «Ангелы Чарли» (1976—1981), а также мини-сериалы «Rich Man, Poor Man» (1976), «Roots» (1977) и «Shōgun» (1980). В 1977 году за успех этих шоу журнал Time объявил его «The Man with the Golden Gut».

## Биография
Фред Сильверман родился в Нью-Йорке, в семье Милдред, домохозяйки, и Уильяма Сильвермана, ремонтника радио и телевидения. Его отец был евреем, а мать католичкой. Он вырос в Рего-Парке (Квинс) и учился в средней школе Форест-Хиллз. Он получил степень бакалавра в Сиракузском университете, где был членом братства Альфа Эпсилон Пи, а затем получил степень магистра в Университете штата Огайо. Его 406-страницы магистерской диссертации проанализировал десять лет стоит программирования ABC и привело к его найма на сайт WGN-TV в Чикаго, за которым последовал позиций на WPIX в Нью-Йорке, а затем на CBS. Его первая работа в CBS, чтобы контролировать дневное время программирования сети. Сильверман умер от рака 30 января 2020 года в своем доме в районе Пасифик-Палисейдс в Лос-Анджелесе. Ему было 82 года.

## GBS
В 1970 году Сильверман был повышен с вице-президента по планированию и развитию программ до вице-президента по программам, возглавляя весь программный отдел CBS.Сильверман был повышен, чтобы внести изменения в перспективу сети, поскольку она только что вытеснила предыдущего руководителя на этом посту Майкла Данна; Философия Данна состояла в том, чтобы привлечь как можно больше зрителей без учёта ключевой демографии, что сеть сочла неприемлемым, поскольку рекламодатели становились более конкретными в отношении того, на какую аудиторию они нацелены. Чтобы увеличить число зрителей, которые, как считалось, более охотно реагировали на рекламу, Сильверман организовал «сельскую чистку» 1971 года, которая в конечном итоге исключила из расписания Си-Би-эс многие популярные шоу, ориентированные на страну, такие как Green Acres, Mayberry R. F. D. , Hee Haw и The Beverly Hillbillies. Однако на их место пришла новая волна классики, нацеленная на высококлассное поколение бэби-бумеров, таких как All in the Family, The Mary Tyler Moore Show, M*A*S*H, The Waltons, Cannon, Barnaby Jones, Kojak и The Sonny & Cher Comedy Hour.

## Вклады в развитие сериалов
Сильверман обладал сверхъестественной способностью замечать растущий хитовый материал, особенно в виде спин-оффов, новых телесериалов, разработанных с персонажами, которые появились в существующем сериале. Например, он отделил Мод и Джефферсонов от Всех членов Семьи, а Роду-от Шоу Мэри Тайлер Мур (а также Шоу Боба Ньюхарта от писателей MTM). В начале 1974 года Сильверман заказал спин-офф Мод под названием Good Times; успех этой серии привел Сильвермана к тому, что он запланировал его на следующую осень против нового хита ABC «Happy Days».

## Развитие различных сериалов ABS
Сильверман был назначен президентом ABC Entertainment в 1975 году, поставив его в неловкое положение, спасая Счастливые дни, то самое шоу, которое Хорошие времена поставили на грань отмены. Сильверману удалось вывести «Счастливые дни» на вершину рейтингов и создать хитовый спин-офф этого шоу «Лаверн и Ширли». В ABC Сильверман также дал зелёный свет другим популярным сериалам, таким как «Бионическая женщина» (спин-офф «Человек за шесть миллионов долларов»), «Семья», «Ангелы Чарли», «Донни и Мари», «Компания трех», «Восемь достаточно», «Лодка любви», «Мыло», «Остров фантазий», «Доброе утро, Америка», «Долгожитель-пионер», «Бедняк» и отмеченный наградами мини-сериал «Корни». Эти шаги привели к тому, что долго дремавшие рейтинги ABC переместились с третьего места на первое. Однако в этот период Сильвермана критиковали за то, что он сильно полагался на эскапистскую пищу (именно Сильверман задумал печально известный «Час Брейди Банча» с Сидом и Марти Кроффтом в конце 1976 года) и за то, что он вывел T&A или «покачивание ТВ» на маленький экран с многочисленными шоу ABC с участием пышногрудых, привлекательных и часто скудно одетых молодых женщин (например, популярная Битва звезд сети).

## NBC
Хотя пребывание Сильвермана в ABC было очень успешным, он ушел, чтобы стать президентом и генеральным директором NBC в 1978 году. В разительном контрасте с его работой на CBS и ABC, его трехлетнее пребывание в сети оказалось трудным периодом, отмеченным несколькими громкими неудачами, такими как ситком «Привет, Ларри», варьете «Большое шоу» и «Розовая леди», драма «Супертрэйн» (которая также была в то время самым дорогим сериалом; её высокие производственные затраты и низкие рейтинги почти обанкротили NBC) и Жан-думанская эра Saturday Night Live. (Сильверман нанял Думаниана после того, как Эл Франкен, планируемый преемник уходящего Лорна Майклса, критиковал неудачи Сильвермана в эфире так, что Сильверман принял это очень близко к сердцу.)

## Успешные проекты
Во время возрождения игрового шоу, последовавшего за успехом фильма «Кто хочет стать миллионером», Сильверман воскресил игровое шоу 1950-х годов «Двадцать один» для NBC в 2000 году. Несколько лет спустя он вернулся в ABC в качестве консультанта.
В 1995 году он был награждён премией Women in Film Lucy Award в знак признания превосходства и инноваций в творческих работах, которые улучшили восприятие женщин через посредство телевидения. В 1999 году Сильверман был включен в Зал славы Академии телевизионных искусств и наук.